# Hompelgeul
De Hompelgeul is een betonde vaargeul in het Grevelingenmeer in de provincies  Zeeland en Zuid-Holland. De Hompelgeul loopt ongeveer noordwest-zuidoost van het Springersdiep naar de hoofdvaargeul Grevelingen ongeveer 800 m zuidwest van het eiland Hompelvoet, en is 1,6 km lang.
Het water is zout en heeft geen getij.
De vaargeul Hompelgeul is te gebruiken voor schepen van CEMT-klasse III. De diepte is −7,5 tot −5,0 meter t.o.v. het meerpeil.
De Hompelgeul ligt in het Natura 2000-gebied Grevelingen.